# Amastigia magna
Amastigia magna is een mosdiertjessoort uit de familie van de Candidae. De wetenschappelijke naam van de soort is voor het eerst geldig gepubliceerd in 1986 door Gordon.